# Henri Breault
Henri Breault   (4 de març de 1909 - 9 d'octubre de 1983) fou un metge i investigador mèdic canadenc que va ser fonamental en la creació del primer contenidor a prova de nens.
Nascut a Tecumseh, Ontario, Breault es va graduar a la Universitat de Western Ontario el 1936 amb el títol de metge, i va exercir la medicina a Windsor, Ontario durant més de quaranta anys. Com a cap de Pediatria i director del Centre de Control de Verins de l'Hospital Hotel Dieu a partir de 1957, on va ajudar a desenvolupar el casquet de seguretat infantil. La seva Associació d'Ontario per al Control de l'Enverinament Accidental, establerta el 1962, va permetre l'adopció el 1967 d'un disseny de gorra conegut com a "Palm N Turn", que va ser avalat per l'Ontario College of Pharmacy. Les incidències d'intoxicació per ingestió accidental de medicaments, que anteriorment havien estat més de 1.000 per any, van disminuir un 91 %. Ontario va ser la primera província a fer obligatòries les tapes a prova de nens per a les ampolles de medicaments el 1974, i altres províncies van fer el mateix poc després.

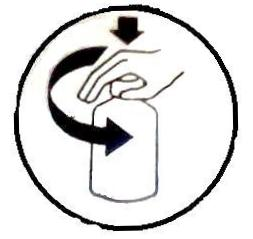
Disseny "Palm N Turn" de Breault per a contenidors a prova de nens

Breault va morir el 1983. L'Hospital Hotel Dieu va establir un centre de pediatria que porta el seu nom per reconèixer les seves contribucions a la medicina. Va ser inclòs al Saló de la Fama de la Medicina Canadenca el 1997.